# PGM Précision 338
Das PGM 338 ist ein Scharfschützengewehr des französischen Unternehmens PGM Précision. Die Waffe ist nach ihrem Kaliber .338 Lapua Magnum (8,6 × 70 mm) und ihrem Hersteller benannt. Sie ist auch als PGM .338 LM (LM – Lapua Magnum) oder PGM Mini-Hecate .338 bekannt.
Außerhalb Frankreichs wird die Waffe unter anderem durch den belgischen Waffenhersteller Fabrique Nationale d’Armes de Guerre (FN Herstal) vermarktet. PGM Précision konkurriert mit dem PGM 338 und anderen Modellen auf dem Weltmarkt insbesondere mit der Arctic-Warfare-Serie des britischen Herstellers Accuracy International.

## Aufbau und Technik

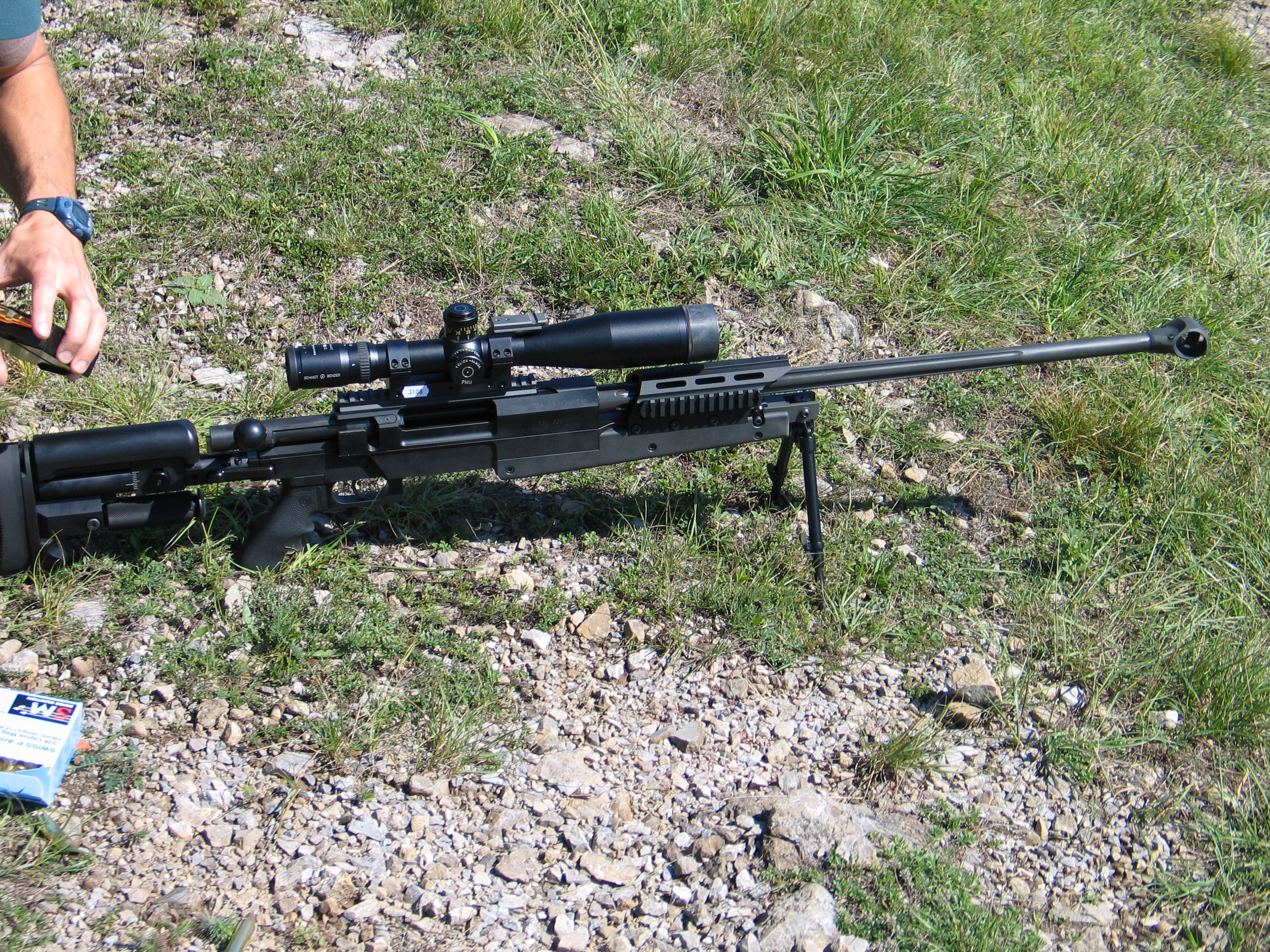
Ein PGM-338-Gewehr mit Schmidt & Bender-Zielfernrohr.

Im Gegensatz zu anderen modernen Scharfschützengewehren, an denen viele Kunststoffteile verwendet werden, ist das PGM 338 auf einem massiven Chassis und Verschlussgehäuse aus Aluminium aufgebaut. Während der Verschluss und die Laufhülse, in der der Verschlusskopf mit drei Verriegelungswarzen verriegelt, aus hochlegiertem Stahl besteht, wird der Lauf von der deutschen Firma Walther aus kaltgeschmiedetem Stahl hergestellt. Der Lauf ist freischwingend gelagert und mit sechs Zügen versehen, die wahlweise über eine Dralllänge von zehn oder zwölf Zoll einen Rechtsdrall auf das Geschoss übertragen. Mit diesen unterschiedlich wählbaren Dralllängen wird leichten, meist Sondergeschossen, oder schweren 300-grain-Geschossen der .338-Lapua-Magnum-Patrone Rechnung getragen.
Der Abzug ist zweistufig und der Abzugswiderstand kann im Werk oder von einem Büchsenmacher zwischen 10 und 16 Newton verstellt werden.
Zur Aufnahme des Zielfernrohres ist das Gewehr mit einer Picatinny-Schiene ausgerüstet, auf der problemlos das Zielfernrohr, ein Restlichtverstärker oder weitere Anbauteile befestigt werden können. Die Verwendung der serienmäßigen Mündungsbremse wird – obwohl sie leicht abgenommen werden kann – vom Hersteller empfohlen.

### Ausstattung
Die Waffe wird meist mit einem zehnschüssigen Kastenmagazin benutzt. Größere Magazine sind verfügbar. Außerdem sind ein speziell für die Waffe abgestimmter Schalldämpfer, ein anderer Griff aus Holz, die Montage einer weiteren Picatinny-Schiene und deren seitliche Erweiterungen, ein Notvisier und andere Zielfernrohr-Montagen verfügbar.

### Munition
Im Kaliber .338 Lapua-Magnum verfügt die Waffe über eine große Reichweite, da das Geschoss bis zu einer Entfernung von rund 1200 m die Überschallgeschwindigkeit behält. Damit ist der Durchschuss von Körperpanzerungen gewährleistet. Das PGM 338 wird hauptsächlich als Anti-Personen-Waffe in Entfernungen von 500–1200 m eingesetzt.

#### Varianten
Für kleinere Entfernungen bietet PGM Précision die PGM Ultima Ratio im Kaliber 7,62 × 51 mm NATO an; für größere Entfernungen oder als Anti-Material-Waffe die größere PGM Hécate II im Kaliber 12,7 × 99 mm NATO.

## Verwendung
- Schweiz: Schweizer Polizei (Sondereinsatzkommandos)[2]